# إليزابيث شويلر هاميلتون
إليزابيث شويلر هاميلتون (بالإنجليزية: Elizabeth Schuyler Hamilton) هي فاعلة خير أمريكية، ولدت في 9 أغسطس 1757 في ألباني في الولايات المتحدة، وتوفيت في 9 نوفمبر 1854 في واشنطن العاصمة في الولايات المتحدة.

## زواجها
في أوائل عام 1780، ذهبت إليزابيث للبقاء مع عمتها، جيرترود شويلر كوكران، في موريستاون، نيو جيرسي. هناك التقت ألكسندر هاميلتون، أحد مساعدي الجنرال جورج واشنطن، الذي كان يتمركز مع الجنرال ورجاله في موريستاون لفصل الشتاء. في الواقع، لقد التقيا سابقًا، وإنما لفترة وجيزة، قبل عامين عندما كان يتناول هاميلتون العشاء مع عائلة شويلر في طريق عودته من مفاوضات النيابة في واشنطن. أيضًا أثناء وجودها في موريستاون، التقت إليزا بمارثا واشنطن ونشأت بينهما صداقة دامت طوال فترة مزاولة أزواجهن المهن السياسية. قالت إليزا لاحقًا عن السيدة واشنطن، «لقد كانت دائمًا المثال الأعلى لامرأة حقيقية».
يقال إنه بعد عودته إلى المنزل من مقابلتها، كان هاميلتون متحمسًا للغاية لدرجة أنه نسي كلمة المرور الخاصة بمقر الجيش. سرعان ما تطورت العلاقة بين إليزا وهاميلتون؛ حتى بعد أن غادر موريستاون في مهمة قصيرة للتفاوض على تبادل الأسرى بعد شهر واحد فقط من وصول إليزا. أثناء ذهابه في مهمة تبادل الأسرى، كتب هاميلتون إلى إليزا بعض الرسائل لمواصلة علاقتهما. ثم عاد إلى موريستاون حيث وصل والد إليزابيث أيضًا بصفته ممثلًا للكونغرس القاري. كان هناك بعض الحديث بين رسائلهما عن «حفل زفاف سري»، ثم بحلول أوائل أبريل اتفقا على حفلة خطوبة رسمية بعد مباركة والدها (شيء غريب بالنسبة لفتيات شويلر – إذ كل من أنجليكا وكاثرين هربتا مع عشيقيهما لاحقًا). تبع هاميلتون الجيش عندما خرجوا في يونيو عام 1780. في سبتمبر من ذلك العام، علمت إليزا أن الرائد جون أندريه، رئيس الخدمة السرية البريطانية، قد تم القبض عليه في مؤامرة تم إحباطها من قبل الجنرال بنديكت أرنولد لتسليم حصن ويست بوينت إلى البريطانيين. كان أندريه ضيفًا في غرفة ضمن قصر شويلر في ألباني كأسير حرب في طريقه إلى بنسلفانيا في عام 1775؛ ربما كانت إليزا، التي كانت آنذاك في السابعة عشرة من عمرها، معجبة بالأحداث التي تحدث مع الضابط البريطاني الشاب الذي رسم لها لوحة ذات مرة. بينما كان هاملتون يحسد أندريه على أفعاله خلال الحرب، وعد إليزا بأنه سيفعل ما في وسعه لمعاملة رئيس المخابرات البريطانية وفقًا لذلك؛ حتى أنه توسل إلى واشنطن لمنح رغبة أندريه الأخيرة في الإعدام رميًا بالرصاص بدلًا من الشنق، لكن دون جدوى. بعد شهرين آخرين من الانفصال تخللتهما مراسلاتهما، في 14 ديسمبر عام 1780، تزوج ألكسندر هاملتون وإليزابيث شويلر في قصر شويلر.
بعد شهر عسل قصير في الريف، في منزل طفولة إليزا، عاد هاميلتون إلى الخدمة العسكرية في أوائل يناير عام 1781. سرعان ما انضمت إليزا إليه في نيو وندسور، حيث كان يتمركز جيش واشنطن، وأعادت إحياء صداقتها مع مارثا واشنطن أثناء قضاء الوقت مع زملاء زوجيهما من الضباط. ومع ذلك، سرعان ما تعرضت واشنطن وهاملتون لخلاف، وانتقل الزوجان المتزوجان حديثًا إلى منزل والد إليزا في ألباني في البداية ثم إلى منزل جديد عبر النهر من مقر نيو وندسور. انشغلت إليزا بإنشاء منزل لهما وقدمت مساعدتها لألكسندر بكتاباته السياسية - أجزاء من رسالته المكونة من 31 صفحة إلى روبرت موريس والتي توضح الكثير من المعرفة المالية التي كانت ستساعده في وقت لاحق من حياته المهنية، كتبتها هي بخط يدها.
ومع ذلك، سرعان ما انتقلت إليزا مرة أخرى، وفي هذه المرة عادت إلى منزل والديها في ألباني. ربما تزامن هذا مع اكتشاف أنها حامل بطفلها الأول، الذي وُلِد في يناير، فيليب تيمنًا باسم والدها. كتب ألكسندر لها عدة رسائل ليخبرها بألا تقلق على صحته؛ بالإضافة إلى ذلك، كتب لها أسرارًا عسكرية سرية بما في ذلك الفترة التي سبقت معركة يوركتاون في ذلك الخريف. في غضون ذلك، اقتربت الحرب من الوطن، عندما عثرت مجموعة من الجنود البريطانيين على المراعي بحثًا عن الإمدادات. وفقًا لبعض الروايات، نجت الأسرة من أي خسائر بفضل حسن تفكير أختها بيغي: إذ أخبرت الجنود أن والدها ذهب إلى المدينة للحصول على المساعدة، ما دفعهم إلى الفرار من المنطقة.
بعد يوركتاون، تمكن ألكسندر من الانضمام إلى إليزا في ألباني، حيث بقيا لمدة عامين آخرين تقريبًا قبل الانتقال إلى مدينة نيويورك في أواخر عام 1783. في وقت سابق من ذلك العام، انتقلت أنجليكا وزوجها جون باركر تشيرش إلى أوروبا لأسباب مهنية. عاشت أنجليكا في الخارج لأكثر من أربعة عشر عامًا، وعادت إلى أمريكا في عامي 1785 و 1789. في 25 سبتمبر عام 1784، أنجبت إليزا طفلها الثاني، أنجليكا تيمنًا باسم شقيقتها الكبرى.
في عام 1787، طلبت إليزا لوحة شخصية من الرسام رالف إيرل أثناء احتجازه في سجن المدينين. سمع ألكسندر عن مأزق إيرل وسأل عما إذا كانت إليزا على استعداد للجلوس معه للسماح له بكسب بعض المال والعثور على طريقة للخروج من السجن في النهاية، وهو ما فعله لاحقًا. في هذا الوقت، كان لديها ثلاثة أطفال صغار (طفلها الثالث ألكسندر الذي وُلِد في مايو عام 1786) وربما كانت حاملًا في ذلك الوقت بطفلها الرابع، جيمس ألكسندر، الذي وُلِد في أبريل التالي.
بالإضافة إلى أطفالهما، في عام 1787، اصطحبت إليزا وألكسندر إلى منزلهما فرانسيس (فاني) أنتيل، الطفل الأصغر البالغ من العمر عامين لصديق هاميلتون العقيد إدوارد أنتيل، الذي توفيت زوجته مؤخرًا. في أكتوبر من ذلك العام، كتبت أنجليكا إلى ألكسندر، «كل النعم التي يسعدك أن تهديني إياها تلاشت قبل أعمال شقيقتي السخية والخيرة في أخذ طفل أنتيل اليتيم تحت حمايتها». بعد عامين، توفي العقيد أنتيل في كندا واستمرت فاني في العيش مع عائلة هاميلتون لمدة ثماني سنوات أخرى حتى زواج أختها الكبرى إذ تمكنت من اصطحاب فاني إلى منزلها الخاص. في وقت لاحق، كتب جيمس ألكسندر هاملتون أن فاني «تلقت تعليمًا وعوملت من جميع النواحي على أنها ابنة (هاميلتون)».
تمتعت عائلة هاميلتون بحياة اجتماعية نشطة وغالبًا ما كانوا يرتادون المسرح بالإضافة إلى العديد من الأمسيات والحفلات. قالت ذات مرة: «لم أتمتع بحياة خاصة في تلك الأيام». في الحفلة الافتتاحية الأولى، رقصت إليزا مع جورج واشنطن؛ عندما عاد توماس جيفرسون من باريس عام 1790، أقامت هي وألكسندر مأدبة عشاء له. بعد أن أصبح ألكسندر وزيرًا للخزانة في عام 1789، زادت واجباتها الاجتماعية: «كانت السيدة هاملتون والسيدة سارة جاي والسيدة لوسي نوكس من قادات المجتمع الرسمي» مثلما كتب مؤرخ مبكر. بالإضافة إلى ذلك، أدارت منزلهم، وأشار جيمس ماكهنري ذات مرة إلى ألكسندر أن إليزا تمتلك «نفس الجدارة التي يتمتع بها أمين صندوق الولايات المتحدة».
واصلت إليزا أيضًا مساعدة ألكسندر طوال حياته السياسية حيث عملت كوسيط بينه وبين ناشره عندما كان يكتب الأوراق الفيدرالية ونسخت أجزاء من رسالة دفاعه عن بنك الولايات المتحدة وجلست معه حتى يتمكن من قراءة خطاب وداع واشنطن بصوت عالٍ مثلما أراد. في هذه الأثناء، واصلت تربية أطفالهما (الخامس، جون تشيرش هاميلتون، ولد في أغسطس 1792) واعتنت بالمنزل خلال تنقلات متعددة بين نيويورك وفيلادلفيا وألباني. أثناء وجودها في فيلادلفيا، حوالي 24 نوفمبر 1794، تعرضت إليزا للإجهاض في أعقاب إصابة طفلها الأصغر بمرض شديد وكذلك بسبب مخاوفها من غياب هاميلتون أثناء قمعه المسلح لتمرد الويسكي. استقال هاميلتون من منصبه العام بعد ذلك مباشرةً من أجل استئناف ممارساته القانونية في نيويورك والبقاء أقرب إلى عائلته.
في عام 1797، انتشرت فضيحة علاقة غرامية حدثت قبل عدة سنوات بين هاميلتون وماريا رينولدز، وهي امرأة شابة اتصلت به لأول مرة للحصول على مساعدة مالية في صيف عام 1791. من الواضح أن إليزا لم تصدق التهم عندما تم توجيهها لأول مرة ضد زوجها: كتب جون تشيرش، صهرها، في 13 يوليو 1797، إلى هاميلتون أن «هذا لن يؤثر عليها أبدًا إلا في حال أنها ترى جميع أولئك المعارضين (أوغاد) بالفعل». بعد عودته إلى منزله بجانب إليزا في 22 يوليو وتجميع المسودة الأولى المؤرخة في يوليو عام 1797، نشر هاميلتون كتيبًا في 25 أغسطس 1797 عُرف لاحقًا باسم قضية هاميلتون - رينولدز، معترفًا بعلاقته الغرامية التي استمرت عامًا واحدًا من أجل دحض الاتهامات بأنه كان متورطًا في تكهنات وسوء سلوك معها.

كانت إليزا، في ذلك الوقت، حاملًا بطفلهما السادس. على الرغم من حملها المتقدم وإجهاضها السابق في نوفمبر 1794، كان رد فعلها الأولي على كشف زوجها عن علاقته السابقة هو مغادرة هاميلتون في نيويورك والانضمام إلى والديها في ألباني حيث وُلد ويليام ستيفن في 4 أغسطس عام 1797. عادت إلى منزل زوجها في نيويورك فقط في أوائل سبتمبر من عام 1797 لأن الطبيب المحلي لم يتمكن من علاج ابنهما الأكبر فيليب، الذي رافقها إلى ألباني وأصيب بالحمى النمشية. بمرور الوقت، تصالحت إليزا وألكسندر وظلا متزوجين وأنجبا طفلين آخرين لاحقًا. الأولى، إليزابيث، التي سميت تيمنًا باسم إليزا، ولدت في 20 نوفمبر 1799. قبل ولادة طفلهما الثامن، فقدا ابنهما الأكبر، فيليب، الذي توفي في مبارزة في 24 نوفمبر 1801. بعد إطلاق النار عليه في حقل المبارزة، تم إحضار فيليب إلى منزل أنجليكا وجون تشيرش حيث توفي ووالديه بجانبه. تم تسمية طفلهما الأخير، المولود في يونيو التالي عام 1802، فيليب تيمنًا بفقيدهما. خلال هذا الوقت، كلف ألكسندر جون ماكومب جونيور ببناء منزل عائلة هاميلتون. في عام 1802، وهو نفس العام الذي ولد فيه فيليب، تم بناء المنزل وتسميته هاميلتون غرانج، على اسم منزل والد ألكسندر في اسكتلندا. استمرت إليزا وألكسندر في العيش معًا في علاقة جيدة في منزلهما الجديد مثلما هو موضح في الرسائل بينهما في ذلك الوقت. عندما ذهبت إليزا إلى جنازة والدتها في عام 1803، كتب لها هاميلتون من منزل غرانج يخبرها:
أنا حريص على سماع وصولك إلى ألباني وسأكون سعيدًا لإبلاغك بأن والدك وجميعكم تتمتعون بالهدوء. أدعو الله أن تبذلي قصارى جهدك وأكرر نصيحتي بأن تضعي في اعتبارك أن من شأنك الراحة وليس الضيق.
لم تستمتع إليزا وزوجها بمنزلهما المبني حديثًا معًا لفترة طويلة إذ بعد عامين فقط في يوليو 1804، انخرط ألكسندر هاميلتون في «علاقة شرف» مماثلة، ما أدى إلى مبارزة سيئة السمعة مع آرون بور ثم الموت المفاجئ. قبل المبارزة، كتب إلى إليزا رسالتين يخبرها:
عزائي لكي يا حبيبتي، إن الدين وحده يمكن أن يدعمك؛ وأن لديك الحق في الاستمتاع. حلّقي إلى حضن إلهك واطلبي السكينة. برسالتي الأخيرة؛ سأعتز بالأمل الوديع في مقابلتك في عالم أفضل. وداعًا يا أفضل الزوجات والنساء. احتضني كل أطفالي المحبوبين من أجلي.
توفي ألكسندر هاملتون في 12 يوليو عام 1804، مع إليزا وجميع أطفاله السبعة إلى جانبه.